# Pauluskirche (Leipzig)

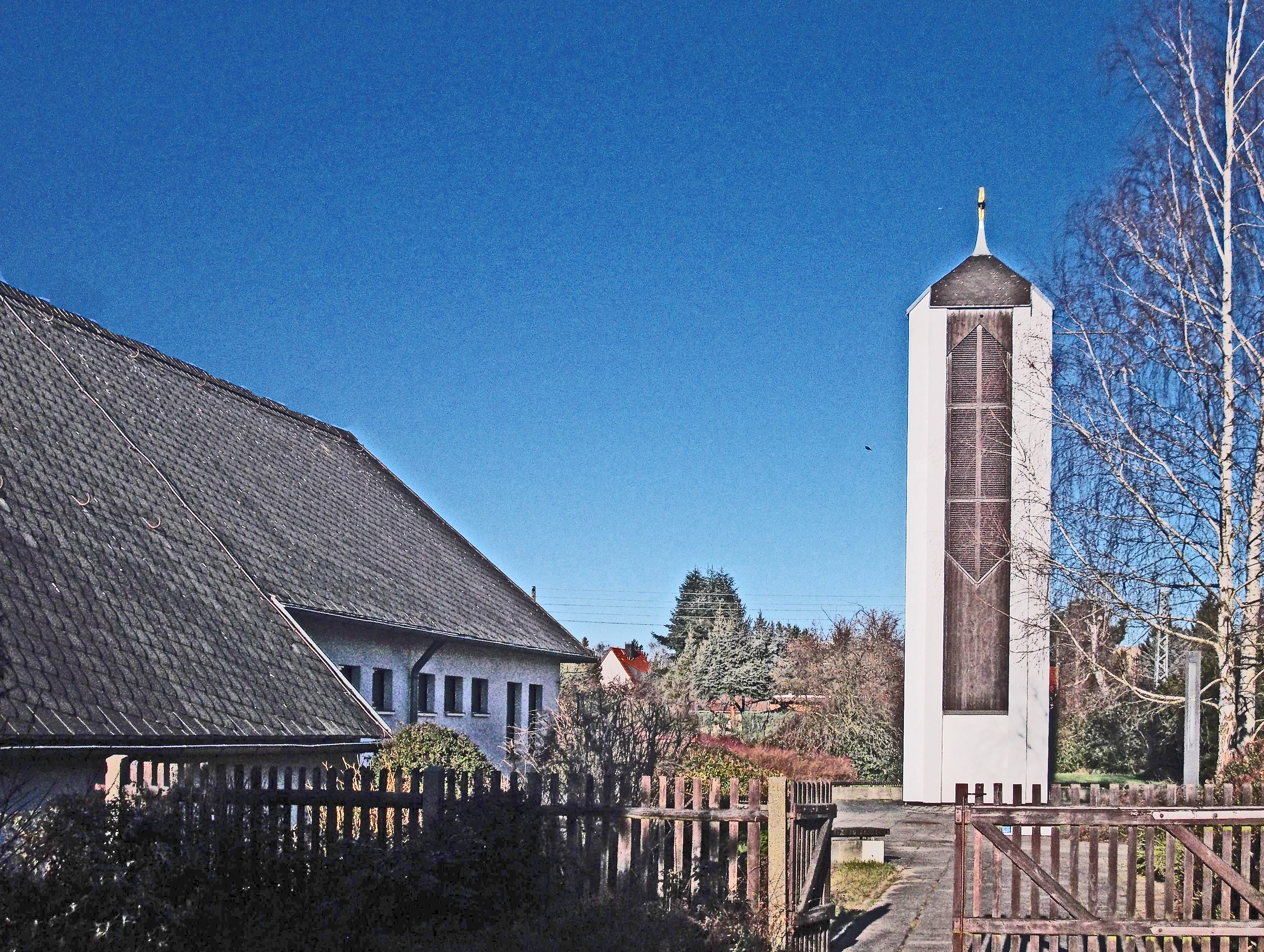
Pauluskirche Grünau (2015)

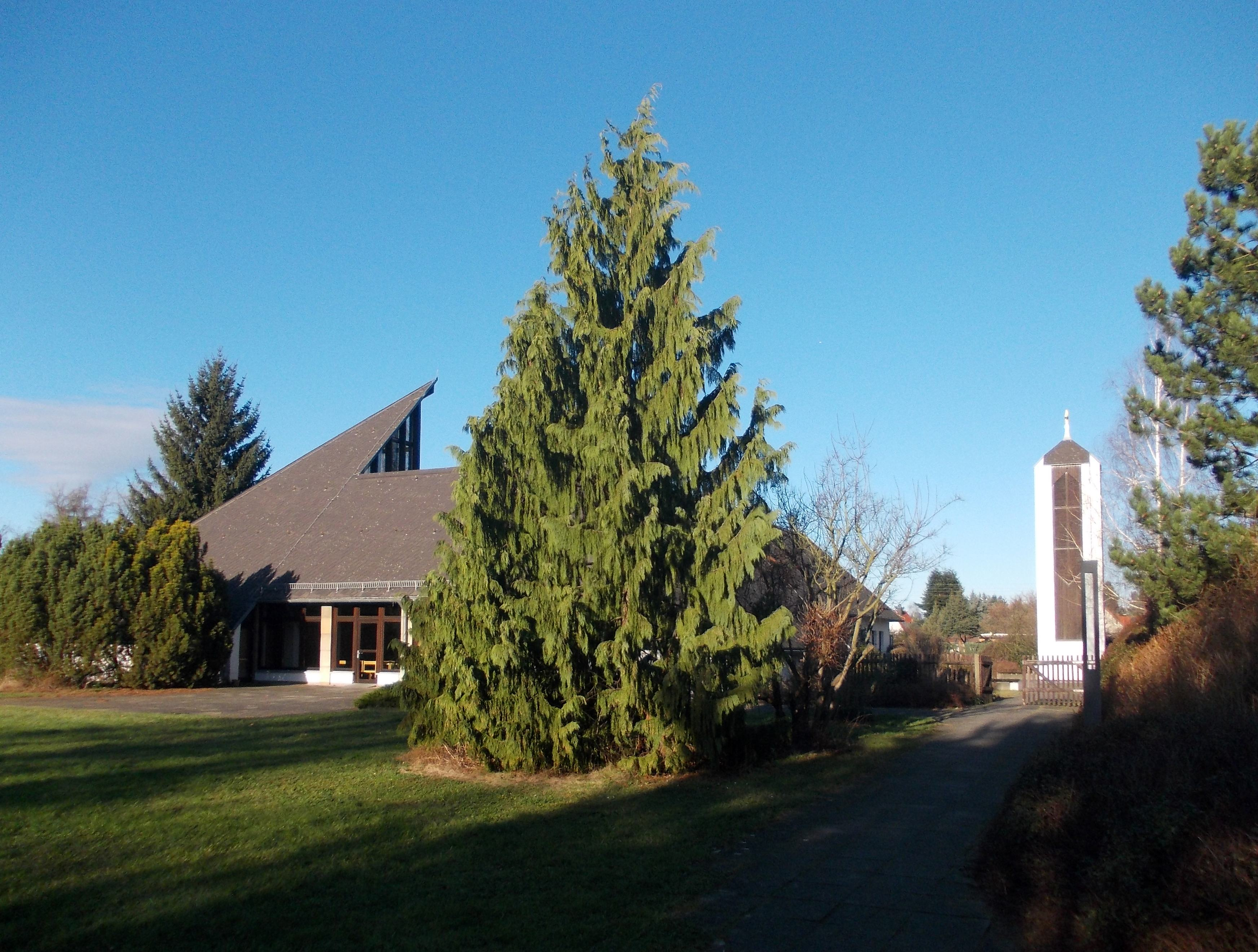
Gesamtansicht (2015)

Die Pauluskirche Grünau ist das Kirchengebäude der Evangelisch-Lutherischen Landeskirche Sachsens in Leipzigs Ortsteil Grünau an der Alten Salzstraße 185. Sie war 1983 der erste evangelische Kirchenneubau mit Kirchturm in einer DDR-Neubau-Großwohnsiedlung.

## Geschichte
Das Valuta-Sonderbauprogramm „Kirchen für neue Städte“ eröffnete in den 1980er Jahren in begrenztem Umfang die Möglichkeit erkennbarer Sakralbauten in der DDR.
Nachdem jahrzehntelang in der DDR in keinem einzigen Neubaugebiet eine kirchliche Einrichtung gebaut werden durfte, entstanden in Leipzigs großflächiger Plattenbausiedlung Grünau zunächst die evangelische Pauluskirche und danach die katholische St.-Martin-Kirche (1983–1985).
Nach Grundsteinlegung am 17. Oktober 1981 und zweijähriger Bauzeit wurde das nach dem Apostel Paulus benannte Gotteshaus am 29. Oktober 1983 eingeweiht. Der Rohbau konnte in der devisenklammen DDR aufgrund der Bezahlung von einer Million D-Mark errichtet werden – beglichen von der Evangelischen Kirche in Deutschland. Mit ermöglicht hat diesen Kirchenneubau 1978 der damalige Bischof Albrecht Schönherr in seiner Funktion als Vorsitzender des Bundes der Evangelischen Kirchen in der DDR.

## Gestaltung
„Die Grünauer Pauluskirche ist ein Kirchentypus, der sich bescheiden gibt, aber doch christliche Präsenz sichtbar macht.“

### Architektur
Die als Gemeindezentrum konzipierte Pauluskirche versinnbildlicht die Grundidee eines Zeltes für das wandernde Gottesvolk in Anlehnung an Worte aus Jeremia 35 (Jer 35 ): Als Christen und als Kirchgemeinde in Bewegung bleiben, sich nicht verfestigen, auf die Menschen zugehen.
Das Kirchengebäude entstand als Vierflügelanlage nach dem Entwurf von Gerhart Pasch und Rainer Ilg vom Büro für Baupflege des Regionalkirchenamts Leipzig: Sie schufen einen unauffälligen Gebäudekomplex mit abgewalmter Dachkonstruktion und damit visuellem Übergang zur älteren Eigenheim-Nachbarsiedlung in Grünau.
Das eingeschossige Hauptgebäude entstand in traditioneller Bauweise aus Ziegelmauerwerk und mit einem zum Innenraum offenen, hölzernen Dachstuhl. Die Raumdisposition ist günstig für vielseitige Nutzungen: Zu Großveranstaltungen finden beim Koppeln der Räume 300 Besucher Platz.
Der Putzbau mit freistehendem Glockenturm umfasst das Gemeindezentrum mit zentralem Gemeinderaum und Nebenräumen.

### Turm

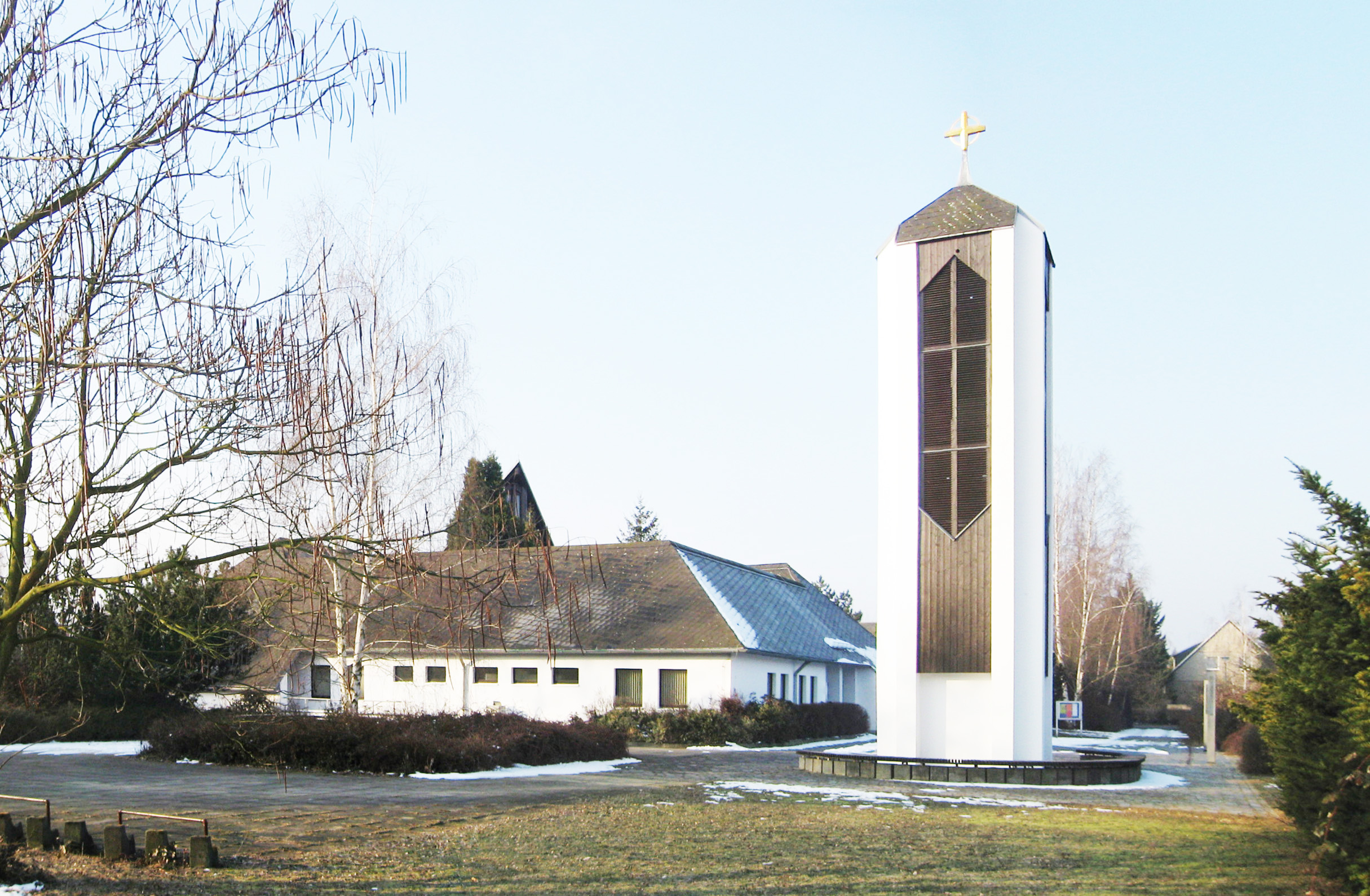
Der freistehende Glockenturm der Pauluskirche in Grünau

Neben dem Kirchengebäude platzierte Gerhart Pasch bei der Planung den freistehenden Glockenturm, einen Campanile. 
Der Glockenturm sollte ursprünglich nach den DDR-staatlichen Vorstellungen gar nicht errichtet werden; er entstand kirchlicherseits – finanziert von einer Partner-Kirchgemeinde in der Bundesrepublik Deutschland – in einer „Nacht-und-Nebel-Aktion“. 
Im Glockenturm, der auch für die direkt südlich gelegene römisch-katholische St.-Martin-Kirche läutet, hängen drei Gussstahlglocken aus der abgebrochenen Kirche in Magdeborn. Sie wurden 1950 von Schilling & Lattermann gegossen. Das vergoldete Turmkreuz spendete ein Privatmann aus der Schweiz.
Nachdem jahrzehntelang in der DDR staatlicherseits keine Kirchen mit Kirchturm gebaut werden durften, wurde mit diesem Turm die Pauluskirche Leipzig-Grünau zum ersten evangelischen Kirchenneubau mit Kirchturm auf dem Gebiet der DDR seit Ende des Zweiten Weltkriegs.
Der Campanile der Pauluskirche fällt im Vergleich zu den sechs- bis elfgeschossigen Plattenbauten kaum auf, zugleich gibt er dem mehrteiligen Ensemble – trotz seiner an ein Wohnhaus erinnernden Form – die klare Prägung als Kirche.

## Ausstattung
In das Gebäude wurden Abbruchsteine aus den wegen des Braunkohleabbaus devastierten Kirchen Bösdorf und Magdeborn eingefügt.
Ein Kreuz und das silberne Abendmahlsgerät stammen aus der ebenfalls devastierten Kirche Eythra, das zinnerne Taufgeschirr wurde aus Bösdorf übernommen. Die Altarwand im Inneren gestaltete der Leipziger Künstler Matthias Klemm. Aus Magdeborn stammt auch der Grabstein von Friedrich Otto von Karstädt.

## Pfarrer
- Klaus Fritzsche
- Klaus Michael
- Christoph Zeitz
- Matthias Möbius

## Kirchgemeinde

### Selbstverständnis
Die Pauluskirchgemeinde wurde am 1. April 1978 gegründet und wuchs mit dem Neubaugebiet in Leipzigs Stadtteil Grünau.
„Offen sein für andere“ ist das Motto. Das zeigt sich auch in der nicht nur räumlich engen Nachbarschaft zur römisch-katholischen St.-Martins-Gemeinde; von Anfang an war die kirchliche Arbeit in Grünau ökumenisch. Das Zeichen der zwei Fische am Eingang beider Kirchen symbolisiert dieses Miteinander.

### Verwaltungsstruktur
Nach Verordnung des Landeskirchenamtes der Evangelisch-Lutherischen Landeskirche Sachsens vom 16. November 2020 haben die evangelischen Kirchgemeinden der Region VII – die Pauluskirchgemeinde Leipzig-Grünau, die Kirchgemeinde Markranstädter Land-Rückmarsdorf-Dölzig, die Kirchgemeinden Gundorf, Böhlitz-Ehrenberg, Leutzsch und die Nathanaelkirchgemeinde Lindenau – ein Schwesterkirchverhältnis gebildet.
Anstellende Kirchgemeinde und Trägerin der Stellen im Verkündigungsdienst (Pfarrer, Kantoren, Gemeindepädagogen) für diese Region ist seit 1. Januar 2022 die Grünauer Pauluskirchgemeinde. Es gibt einen Verbundausschuss, dem jeweils der Vorsitzende und der stellvertretende Vorsitzende der einzelnen Kirchenvorstände angehören. Stellvertretender Vorsitzender wurde Reinhardt Kranz aus Grünau, Vorsitzender Pfarrer Michael Zemmrich aus Markranstädt, zugleich Pfarramtsleiter der Region.

## Sonstiges
- Im Gang der Pauluskirche gibt es regelmäßig wechselnde Ausstellungen.[3]